# Petrogalochirus dycei
Petrogalochirus dycei är en spindeldjursart som först beskrevs av Domrow 1960.  Petrogalochirus dycei ingår i släktet Petrogalochirus och familjen Atopomelidae. Inga underarter finns listade i Catalogue of Life.